# Diecezja Sultanpet
Diecezja Sultanpet – diecezja rzymskokatolicka w Indiach. Została utworzona w 2013 z terenu diecezji Kalikat i Koimbatore, jako część metropolii Werapoly, od 2025 jest częścią metropolii Kalikatu.

## Ordynariusze
- Peter Abir Antonisamy (od 2013)